# Bospor
Bospor (starogrško Βόσπορος, latinizirano: Bosporos [bós.po.ros]; turško İstanbul Boğazı, dob. 'Istanbulski preliv') je morski preliv in mednarodno pomembna vodna pot na severozahodu Turčije. Je del celinske meje med Evropo in Azijo, v Turčiji pa ločuje Anatolijo od Trakije. Je najožji preliv na svetu, ki se uporablja za mednarodno plovbo. Bospor povezuje Črno morje z Marmarskim morjem in s podaljškom prek Dardanel z Egejskim in Sredozemskim morjem.
Večina obale preliva je močno naseljena, zasedena s 17 milijoni prebivalcev metropolitanskega Carigrada, ki se razprostira v notranjost od obeh obal. Skupaj z Dardanelami tvori Turški preliv.

## Ime
Ime kanala izvira iz starogrške Βόσπορος (Bósporos), ki je bila ljudsko etimologizirana kot βοὸς πόρος, iz genitiva boûs βοῦς 'vol, govedo' + poros πόρος 'prehod', kar pomeni 'prehod za govedo' ali 'kravji prehod'. To se sklicuje na mitološko zgodbo o Io, ki se je spremenila v telico in je bila pozneje obsojena, da se sprehaja po Zemlji, dokler ni prečkala Bosporja, kjer je srečala Titana Prometeja, ki jo je tolažil z informacijo, da ji bo Zevs vrnil človeško podobo in jo naredil za mater plemena Danajcev.
Mesto, kjer naj bi se Io odpravila na obalo, je bilo v bližini Chrysopolisa (današnji Üsküdar) in se je imenoval Bous – 'krava'. Isto mesto je bilo znano tudi kot Damalis (Δάμαλις), saj je tam atenski general Hares iz Aten postavil spomenik svoji ženi Damalis, ki je vseboval kolosalni kip krave (ime δαμάλις v prevodu 'telica').
Grški učenjak iz 12. stoletja Iōánnēs Tzétzēs ga imenuje Damaliten Bosporon (po Damalis), poroča pa tudi, da je bil v tistem času preliv znan kot Prosphorion, ime najstarejšega starodavnega severnega pristanišča Konstantinopla.
Zgodovinsko je bil Bospor znan tudi kot Konstantinopelski preliv ali Tračanski Bospor, da bi ga razlikovali od Kimerskega Bosporja na Krimu. Te so izražene v Herodotovi Histories (grško  Ἱστορίαι), 4.83; kot Bosphorus Thracius, Bosphorus Thraciae in Βόσπορος Θρᾴκιος (Bósporos Thráikios). Druga imena, s katerimi Herodot navaja preliv, so Kalcedonski Bospor (Bosporus Chalcedoniae, Βοσπορος της Χαλκηδονιης [Bosporos tes Khalkedonies], Herodotus 4.87), ali Mizijski Bosporus (Bosporus Mysius).
Izraz se je sčasoma začel uporabljati kot skupni samostalnik βόσπορος, kar pomeni 'preliv' ('ožina') in sta jo Ajshil in Sofoklej nekoč v klasični grščini imenovala kar Helespont.

## Geografija
Kot pomorska vodna pot Bospor povezuje različna morja vzdolž vzhodnega Sredozemlja, Balkana, Bližnjega vzhoda in zahodne Evrazije ter posebej povezuje Črno morje z Marmarskim morjem. Marmara se preko Dardanel nadalje poveže z Egejskim in Sredozemskim morjem. Tako Bospor omogoča pomorske povezave iz Črnega morja vse do Sredozemskega morja in Atlantskega oceana prek Gibraltarja, Indijskega oceana pa prek Sueškega prekopa, zaradi česar je ključna mednarodna plovna pot, zlasti za prehod blaga, ki prihaja iz Rusije.

### Nastanek
Natančen vzrok in datum nastanka Bosporja ostajata predmet razprave med geologi. Ena nedavna hipoteza, ki so jo poimenovali Teorija o potopu Črnega morja, ki jo je sprožila študija z istim imenom leta 1997 s strani dveh znanstvenikov z univerze Columbia, predpostavlja, da je bil Bospor poplavljen okoli 5600 pr. n. št. (ali leta 6800 pr. n. št.) z vodo Sredozemskega in Marmarskega morja, ki se je prebila do Črnega morja, ki je bilo v tistem času po hipotezi nizko ležeče sladkovodno jezero.
Nekateri geologi pa trdijo, da je ožina precej starejša, četudi v geološkem časovnem merilu razmeroma mlada.
Z vidika starogrške mitologije je bilo rečeno, da so kolosalne plavajoče skale, znane kot Symplegades, ki so nekoč zasedle vrhove pobočij na obeh straneh Bosporja in uničile vsako ladjo, ki je poskušala skozi kanal, s kotaljenjem po brežini in silovito zdrobile vsa plovila med njimi. Simplegade so bile poražene, ko je lirični junak Jazon uspešno premagal prehod, saj so se skale pritrdile in grški dostop do Črnega morja je bil odprt.

### Sedanja morfologija
Meje Bosporja so opredeljene kot povezovalna črta med svetilnikoma Rumeli Feneri in Anadolu Feneri na severu ter med Ahırkapı Feneri in Kadıköy İnciburnu Feneri na jugu. Med temi omejitvami je ožina dolga 31 km, širina 3329 m na severnem vhodu in 2826 m na južnem vhodu. Njegova največja širina je 3420 m med Umuryeri in Büyükdere Limanı, najmanjša širina pa 700 m med Kandilli Point in Aşiyan.
Globina Bosporja se v srednjem toku giblje od 13 do 110 m s povprečjem 65 m. Najgloblje mesto je med Kandillijem in Bebekom s 110 m. Najbolj plitke lokacije so od Kadıköy İnciburnu na poti proti severu z 18 m in iz točke Aşiyan na južni poti s 13 m.
Najmanjši del je na pragu pred palačo Dolmabahče. Velik je 38.000 kvadratnih metrov. Južni pretok znaša 16.000 m3/s (sladka voda na površini), severni pretok pa 11.000 m3/s (slana voda blizu dna). Nekateri celo govorijo o črnomorski podmorski reki.
Zlati rog je estuarij glavne ožine, ki je zgodovinsko delovala kot jarek za zaščito Starega Carigrada pred napadom, pa tudi kot zaščiteno sidrišče za cesarske mornarice različnih imperijev do 19. stoletja, nato pa je postala zgodovinska soseska v srcu mesta, priljubljena tako pri turistih kot domačinih.

### Novejša raziskovanja
Že pred 20. stoletjem je bilo znano, da se Črno morje in Marmarsko morje medsebojno prelivata v geografskem primeru 'gostote pretoka', avgusta 2010 pa je bil odkrit neprekinjen 'podvodni kanal' suspenzije vzdolž dna Bosporja, ki bi bil šesta največja reka na Zemlji, če bi bil na kopnem. Preučevanje vodne in vetrne erozije preliva se nanaša na njegovo nastajanje. Odseki obale so bili ojačani z betonom ali ruševinami, odseki preliva, ki so nagnjeni k odlaganju, pa so občasno izkopani.
Skupina znanstvenikov iz leta 2010 pod vodstvom Univerze v Leedsu je prvič uporabila robotizirano 'rumeno podmornico' za opazovanje podrobnih tokov znotraj 'podmorske reke', ki jo znanstveno imenujejo podmorski ali abisalni kanal. Taki kanali so podobni kopenskim rekam, vendar jih tvorijo gostotni tokovi - podvodne mešanice peska, blata in vode, ki so gostejše od morske vode in tako potonejo in tečejo po dnu. Ti kanali so glavna prometna pot sedimentov do globokega morja, kjer tvorijo sedimentne nanose. Ta nahajališča ne vsebujejo samo neizkoriščenih rezerv plina in nafte, temveč tudi skrivnosti - od namigov o preteklih podnebnih spremembah do načinov oblikovanja gora.
Skupina je preučila podroben potek teh kanalov in ugotovitve so vključevale:
 Kanalski kompleks in gostota pretoka sta idealen naravni laboratorij za raziskovanje in podrobno opisovanje strukture pretočnega polja skozi kanal. Naše prvotne ugotovitve kažejo, da se pretok v teh kanalih precej razlikuje od toka v rečnih kanalih na kopnem. Natančneje, ko se tok giblje okoli ovinka, se v globokem morju vrti v nasprotni smeri v primerjavi s spiralo, ki jo najdemo v rečnih kanalih na kopnem. To je pomembno pri razumevanju sedimentologije in plasti usedlin, ki jih odlagajo ti sistemi.
Osrednja načela teorije o potopu Črnega morja so, da se je ocean ob koncu zadnje ledene dobe dvignil za 72,5 metra, ko se je masivna ledena ploskev stopila, zapečateni Bospor pa je bil podvržen spektakularni poplavi, ki je povečala takrat sladkovodno črnomorsko jezero za 50 % in je več mesecev odganjala ljudi z obrežja. To so podprle ugotovitve podmorskega raziskovalca Roberta Ballarda, ki je odkril naselja ob stari obali; znanstveniki so iz mikroflore sladkovodne vode datirali poplavo v leta 7500 ali 5500 pr. n. št. Ljudje, ki jih je ogrožala nenehno naraščajoča voda, so se razširili na vse kotičke zahodnega sveta, ki nosijo zgodbo o Velikem potopu. Tako je verjetno vstopila v večino religij. Kot so vode naraščale, so si ustvarile mrežo kanalov na morskem dnu, ki so manj odporni na gostejše suspendirane trdne snovi v tekočini, kar je še danes zelo aktiven sloj.
Prve slike teh podmorskih kanalov so bile pridobljene leta 1999, med Natovim raziskovalnim podmorskim raziskovalnim projektom SACLANT s skupno uporabo zveze NATO RV in turške mornarice surveyubuklu, so pokazale, da so veliki po velikosti. Leta 2002 je bila izvedena raziskava na projektu Ifremer RV Le Suroit za projekt BlaSON (Lericolais et al.., 2003), ki je končala večbarvno preslikavo te podvodne delte kanalov. Celoten zemljevid je bil objavljen leta 2009 z uporabo teh prejšnjih rezultatov s kakovostno preslikavo, pridobljeno leta 2006 (raziskovalci z Univerze Memorial v Newfoundlandu, ki so projektni partnerji v tej študiji).
Skupina bo pridobljene podatke uporabila za ustvarjanje inovativnih računalniških simulacij, ki jih je mogoče uporabiti za modeliranje, kako sediment teče po teh kanalih. Modeli, ki jih bo izdelala skupina, bodo imeli široko uporabo, vključno s prispevki za oblikovanje morskega dna s strani naftnih in plinskih podjetij.
Projekt sta vodila Jeff Peakall in Daniel Parsons na Univerzi v Leedsu v sodelovanju z Univerzo v Southamptonu, Memorialno univerzo v Newfoundlandu in Inštitutom za morske znanosti. Raziskava je potekala in koordinirala z raziskovalne ladje Inštituta za pomorske znanosti, R / V Koca Piri Reis.

## Zgodovina
Kot edini prehod med Črnim morjem in Sredozemljem je bil Bospor iz trgovskega in vojaškega vidika vedno pomemben in ostaja strateško pomemben še danes. To je glavna dostopna pot do morja za številne države, vključno z Rusijo in Ukrajino. Nadzor nad njim je bil cilj številnih konfliktov v sodobni zgodovini, zlasti rusko-turške vojne (1877-78), pa tudi napada zavezniških sil na Dardanele med bitko za Galipoli leta 1915 v prvi svetovni vojni.

### Antična Grčija, Perzija, Rimsko in Bizantinsko obdobje (pred 1453)
Strateški pomen Bosporja sega tisočletja nazaj. V 5. stoletju pred našim štetjem je grška mestna država Atene, ki je bila odvisna od uvoza žita iz črnomorskih pristanišč Skitije, ohranila kritična zavezništva z mesti, ki so obvladovala preliv, kot je megarska kolonija Bizanc.
Perzijski kralj Darej I. Veliki (vladal 522 pr. n. št.–486 pr. n. št.) je v poskusu, da bi pokoril skitske konjenike, ki so pohajkovali severno od Črnega morja, prečkal Bospor in nato stopil proti reki Donavi. Njegova vojska je prečkala Bospor s pomočjo ogromnega pontonskega mostu, ki je bil narejen s povezovanjem čolnov med seboj. Ta most je v bistvu povezal najbolj oddaljen geografski vrh Azije z Evropo, saj je imel vsaj približno 1000 metrov odprte vode, če ne več . Leta kasneje je Kserks I. med svojo invazijo na Grčijo zgradil podoben pontonski most na ožini Dardanele (Helespont) (480 pr. n. št.).
Strateški pomen preliva je bil eden od dejavnikov pri odločitvi rimskega cesarja Konstantina Velikega, da je tam leta 330 ustanovil svojo novo prestolnico Konstantinopel (danes Carigrad), ki je postala prestolnica Vzhodnega rimskega cesarstva. Izraz 'preplavajte Bospor' in 'prečkajte Bospor' sta bila in se še vedno uporabljata za označevanje verskega spreobrnjenja v vzhodno pravoslavno cerkev.

### Osmansko cesarstvo (1453–1922)
29. maja 1453 je takrat nastajajoče Osmansko cesarstvo osvojilo mesto Konstantinopel po dolgotrajnem obleganju, v katerem so Osmani na vsaki strani preliva zgradili utrdbe, Anadoluhisarı (1393) in Rumelihisarı (1451), da bi se pripravili na ne le primarno bitko, ampak za uveljavitev dolgoročnega nadzora nad Bosporjem in okoliškimi vodnimi potmi. Končna 53-dnevna akcija, ki je rezultirala osmansko zmago, je pomenila pomemben obrat v svetovni zgodovini. Skupaj s prvo plovbo Krištofa Kolumba v Ameriko leta 1492, osvajanje Konstantinopla leta 1453 običajno označujemo med dogodke, ki so končali srednji vek in zaznamovali prehod v renesanso in dobo odkritij.
Dogodek je pomenil tudi konec Bizantincev - končne ostanke Rimskega cesarstva - in prenos nadzora nad Bosporjem v osmanske roke, ki so Konstantinopel postavili za novo prestolnico in od koder so v stoletjih, ki so sledila, razširili svoje cesarstvo.
Na vrhuncu med 16. in 18. stoletjem je Osmansko cesarstvo strateški pomen Bosporja izkoristilo za širitev svojih regionalnih ambicij in za nadzor nad celotnim črnomorskim območjem, ki so ga šteli za 'osmansko jezero', na katerem so bile ruske vojne ladje prepovedane.
Kasneje je več mednarodnih pogodb urejalo plovbo. V skladu s pogodbo Hünkâr İskelesi z dne 8. julija 1833 naj bi se Bospor in Dardanele na rusko zahtevo zaprla za vojne ladje drugih držav. Po določbah Londonske konvencije o prelivu, sklenjene 13. julija 1841, med velikimi silami Evrope - Rusijo, Združenim kraljestvom, Francijo, Avstrijo in Prusijo, je bila 'starodavna vladavina' Osmanskega cesarstva znova vzpostavljena z zaprtjem turškega preliva za vse vojaške ladje, ki bile sultanovi zavezniki v vojnem času. Taka je koristila britanski kraljevi mornarici na račun Rusov, saj slednji niso imeli neposrednega dostopa za svojo mornarico do Sredozemlja.
Po prvi svetovni vojni je Sevreška mirovna pogodba iz leta 1920 demilitarizirala preliv in ga postavila kot mednarodno ozemlje pod nadzorom Društva narodov.

### Turško republikansko obdobje (1923–danes)
Stanje je bilo spremenjeno v skladu z Lozanskim sporazumom (1923), ki je preliv vrnil turškemu ozemlju, vendar je vsem tujim vojnim ladjam in komercialnemu ladijskemu prometu omogočil prosto prečkanje preliva. Turčija je na koncu zavrnila določbe tega sporazuma in remilitarizirala območje preliva. Reverzija je bila formalizirana na podlagi Montreuške konvencije o režimu Turške ožine z dne 20. julija 1936. Ta konvencija, ki še vedno velja, preliv obravnava kot mednarodni ladijski pas, razen da ima Turčija pravico omejiti pomorski promet – ne črnomorskim državam.
Turčija je bila v drugi svetovni vojni do februarja 1945 nevtralna in preliv v tem času zaprt za bojne ladje narodov v vojni, čeprav je bilo nekaterim nemškim pomožnim plovilom dovoljeno tranzitirati ga. Na diplomatskih konferencah so sovjetski predstavniki izrazili zanimanje za turško popuščanje sovjetskim mornariškim oporiščem v prelivu. To, pa tudi Stalinove zahteve po vrnitvi turških provinc Kars, Artvin in Ardahan v Sovjetsko zvezo (ki jih je Turčija izgubila v rusko-turški vojni 1877–1878, a so jih ponovno prevzeli s Karsko pogodbo v 1921), so bili pomisleki pri odločitvi Turčije o odpovedi nevtralnosti v zunanjih zadevah. Turčija je februarja 1945 objavila vojno proti Nemčiji, vendar se ni lotila ofenzivnih akcij.
Turčija se je pridružila NATU leta 1952 in si s tem pridobila še večji strateški pomen kot trgovska in vojaška plovna pot.
V zgodnjem 21. stoletju je Bospor postal še posebej pomemben za naftno industrijo. Rusko nafto iz pristanišč, kot je Novorosiisk, tankerji izvozijo predvsem v zahodno Evropo in ZDA. preko Bosporja in Dardanel. Leta 2011 je Turčija načrtovala 50-km kanal skozi Silivri kot drugo vodno pot in tako zmanjšala tveganje na Bosporju.

## Prečkanja

### Morska
Vode Bosporja dnevno prečkajo številni potniški in avtomobilski trajekti, pa tudi rekreacijski in ribiški čolni, od gumenjakov do jaht, ki so v lasti javnih in zasebnih subjektov. Ožina doživlja tudi velike količine mednarodnega komercialnega ladijskega prometa s tovornimi ladjami in tankerji. Med severnimi mejami preliva na Rumeli Feneri in Anadolu Feneri ter južnimi na Ahırkapı Feneri in Kadıköy İnciburnu Feneri obstajajo številne nevarne točke, ki zahtevajo ostre zavoje in upravljanje vidnih ovir. Znano je, da raztežaj med Kandilli Point in Aşiyan zahteva 45-stopinjsko spremembo smeri na mestu, kjer tokovi lahko dosežejo 7 do 8 vozlov (3,6 do 4,1 m/s). Južno, pri Yeniköyu, je potrebna sprememba smeri 80 stopinj. Poleg teh težkih sprememb poti so tudi pred in med spreminjanjem smeri popolnoma blokirane zadnje in sprednje vidne črte pri Kandilliju in Yeniköyju, zaradi česar ladje, ki se približujejo iz nasprotni smeri, ne morejo videti okoli teh ovinkov. Tveganja, ki jih predstavlja geografija, se dodatno pomnožijo z velikim trajektnim prometom čez ožino, ki povezuje evropsko in azijsko stran mesta. Vse nevarnosti in ovire, značilne za ozke vodne poti, so prisotne in akutne na tem kritičnem morskem pasu.
Leta 2011 je turška vlada razpravljala o oblikovanju obsežnega projekta prekopa, dolgega približno 80 kilometrov, ki bi potekal v smeri sever - jug skozi zahodne robove carigrajske regije kot druga vodna pot med Črnim morjem in Marmarom, in naj bi zmanjšala tveganje v Bosporju. O projektu Carigrajskega prekopa trenutno še poteka razprava.

### Kopna
Bospor prečkata dva viseča mostova. Prvi, Bosporski most po novem most mučenikov 15. julija , z glavnim razponom 1074 m, je bil dokončan leta 1973. Drugi, Most Fatiha Sultana Mehmeda (Bospor II.), z glavnim razponom 1090 m in je bil dokončan leta 1988, in stoji približno 5 km severno od prvega mostu. Prvi Bosporski most je del avtoceste O1, most Fatiha Sultana Mehmeda pa je del vseevropske avtocestne mreže.
Tretji je most Yavuza Sultana Selima, most s poševnimi zategami v kombinaciji z visečim mostom, skupaj dolg 2164 m, z največjim razponom 1408 m in je bil dokončan leta 2016 je most za železniški in avtomobilski promet. Stoji blizu severnega konca Bosporja, med vasicama Garipçe na evropski strani in Poyrazköy na azijski strani, kot del 'severne morske avtoceste', ki je povezana z obstoječo črnomorsko obalno avtocesto in ki tranzitnemu prometu omogoča obiti mestni promet.
| Ime                         | otvoritev        | konstrukcija                                  | skupna dolžina | Širina | Višina | najdaljši razpon | Svetla višina | Št. pasov                                    |
| --------------------------- | ---------------- | --------------------------------------------- | -------------- | ------ | ------ | ---------------- | ------------- | -------------------------------------------- |
| Bosporski most              | 30. oktober 1973 | viseči most                                   | 1560 m         | 33,4 m | 165 m  | 1074 m           | 64 m          | 6 voznih pasov avtoceste O1                  |
| Most Fatiha Sultana Mehmeda | 1988             | viseči most                                   | 1,510 m        | 39 m   | 105 m  | 1090 m           | 64 m          | 8 pasov avtoceste O2                         |
| Most Yavuza Sultana Selima  | 26. avgust 2016  | hibrid most s poševnimi zategami, viseči most | 2164 m         | 58,4 m | 322 m  | 1408 m           |               | 8 pasov avtoceste O7 in 1 dvotirno železnico |

### Podmorska
Projekt Marmaray, ki obsega 13,7 km dolg podmorski železniški predor, je bil odprt 29. oktobra 2013. Približno 1400 m predora poteka pod prelivom, na globini približno 55 m.
Podvodni vodovodni predor dolžine 5551 m, imenovan Bosporski vodni predor, je bil zgrajen leta 2012 za prenos vode iz potoka Melen v provinci Düzce (vzhodno od Bosporskega preliva, na severozahodu Anatolije) do evropske strani Carigrada, razdalja 185 km.
Predor Evrazija je 5,4 km dolg podmorski avtocestni predor, ki prečka Bospor med krajema Kazlıçeşme in Göztepe. Gradnja se je začela februarja 2011, odprt pa je bil 20. decembra 2016 .
Do 4 linije optičnih kablov (MedNautilus in morda drugi) se približujejo Carigradu, in prihajajo iz Sredozemlja skozi Dardanele.

## Strateški pomen
Bospor je edina pot do Sredozemskega in drugih morij za Bolgarijo, Gruzijo, Romunijo, Rusijo in Ukrajino. Za obrežne države poleg Turčije je pomembna tudi suverenost nad prelivom.
Čeprav je le ena od naravnih meja, ki ločuje evropsko in azijsko celino, je najbolj znana. Ker je glede na podnebne in geografske razmere ugodna regija, ima veliko vlogo v tem, da je staro naseljeno območje. Mesto Carigrad, ki ga deli Bospor, je eno redkih medcelinskih mest na svetu.
Tudi če Turčija nima pravice cestniniti ladje, ki prehajajo skozi preliv, ima turška vojska široka pooblastila v skladu s konvencijo Montreux. Danes je poveljstvo Bospor locirano na obali, vojaške ladje, povezane s poveljstvom, pa so zasidrane v vodah Bosporja.
Carigrad leži na polotoku na križišču Črnega morja, Bosporja in Marmarskega morja in je že stoletja eno najbolj zaščitenih in najmočnejših mest.

## Znamenitosti
Ob Bosporju je bilo v osmanskem obdobju ob evropskih in azijskih obalah zgrajenih 620 hiš (yalı). Osmanske palače, kot so Palača Topkapi, palača Dolmabahçe, palača Yıldız, palača Çırağan, palače Feriye, palača Beylerbeyi, palača Küçüksu, palača Ihlamur, palača Hatice Sultan, palača Adile Sultan in palača Kedive, se ogledujejo v vodah preliva. Zgradbe in znamenitosti, ki so na ogled, so Hagija Sofija, Hagija Irene, Modra mošeja, mošeja Yeni, mošejo Kılıç Ali paša, Nusretiye džamija, Dolmabahče mošeja, Ortaköy mošeja, Üsküdar Mihrimah Sultan mošeja, Yeni Valide mošeja, Galatski stolp, Deviški stolp, trdnjavo Rumeli, trdnjavo Anadolu, grad Joros, vojašnica Selimiye, muzej Sakıp Sabancı, muzej Sadberk Hanım, muzej moderne umetnosti, Muzej sodobne umetnosti Borusan, muzej Tophane-i Amire, univerza likovnih umetnosti Mimar Sinan, univerza Galatasaray, univerza Boğaziçi, Robert Visoka šola, Srednja šola Kabataş, Vojaška šola Kuleli.
Dve točki v Carigradu imata večino javnih trajektov, ki prečkajo ožino: od Eminönüja (pristanišče trajektov na pomolu Boğaz İskelesi) na zgodovinskem polotoku Carigrada do Anadolu Kavağı blizu Črnega morja, cikcakanje in klicanje na kratko večkrat pri trdnjavi Rumeli in Anatolske strani mesta. Na osrednjih pomolih je krajša, redna proga v enem od javnih trajektnih križanj.
Zasebni trajekti delujejo med mestom Üsküdar in Beşiktaş ali Kabataş. Nekaj znanih geografskih nevarnosti se pomnoži s trajektnim prometom čez ožino, ki povezuje evropsko in azijsko stran mesta, zlasti za največje ladje.
Katamaranski morski avtobusi ponujajo visoke hitrosti prevoza med evropskimi in azijskimi obalami Bosporja, vendar se ustavijo na manj pristaniščih in pomolih v primerjavi z javnimi trajekti. Tako javni trajekti kot morski avtobusi ponujajo tudi linijske prevoze med Bosporjem in Princevimi otoki v Marmarskem morju.
Na voljo so tudi turistične vožnje v različne kraje ob obalah Bosporja. Cene se razlikujejo glede na vrsto vožnje, nekatere pa odlikuje glasna priljubljena glasba v času trajanja potovanja.
.

## Arhitektura Bosporja
Arhitekturni slog Bosporja so začele oblikovati preproste hiše v ribiških vaseh, ustanovljenih na obali v času Bizanca.
Dvorci, ki so jih v osmanskem obdobju postavili na obrežje, so postali med najbolj izjemnimi primeri bosporske arhitekture in se že leta identificirajo z njim. Število graščin, zgrajenih na obeh straneh Bosporja skozi stoletja je do danes že približno 360.
Danes jih večina še vedno ohranja stare oblike, so med najdražjimi nepremičninami tako v Turčiji kot v Carigradu.
Tudi številne palače so zgrajene ob Bosporju, ki je bil v osmanskem obdobju eden najbolj priljubljenih krajev. Palača Dolmabahçe, palača Çırağan, Beylerbeyi Sarayı, Küçüksu Kasrı, Beykoz Kasrı ve Adile Sultan Kasrı so med najbolj presenetljivimi strukturami, ki jih občasno uporabljali sultani in njegovi sorodniki. Zgodovinske zgradbe, kot so univerza Galatasaray, egiptovski konzulat in muzej Sakıp Sabancı, so med najbolj znanimi arhitekturnimi primeri Bosporja.
V osmanski dobi je bila v pomembnih okrožjih Bosporja tradicija gradnje mošej in trgov s stebri, kakor tudi stolpov. Stolp Beşiktaş, trg Ortaköy, mošeja Ortaköy, mošeja Bebek, mošeja Beylerbeyi in džamija Şemsipaşa so nekateri sledovi te tradicije.